# Gräberfeld von Hol

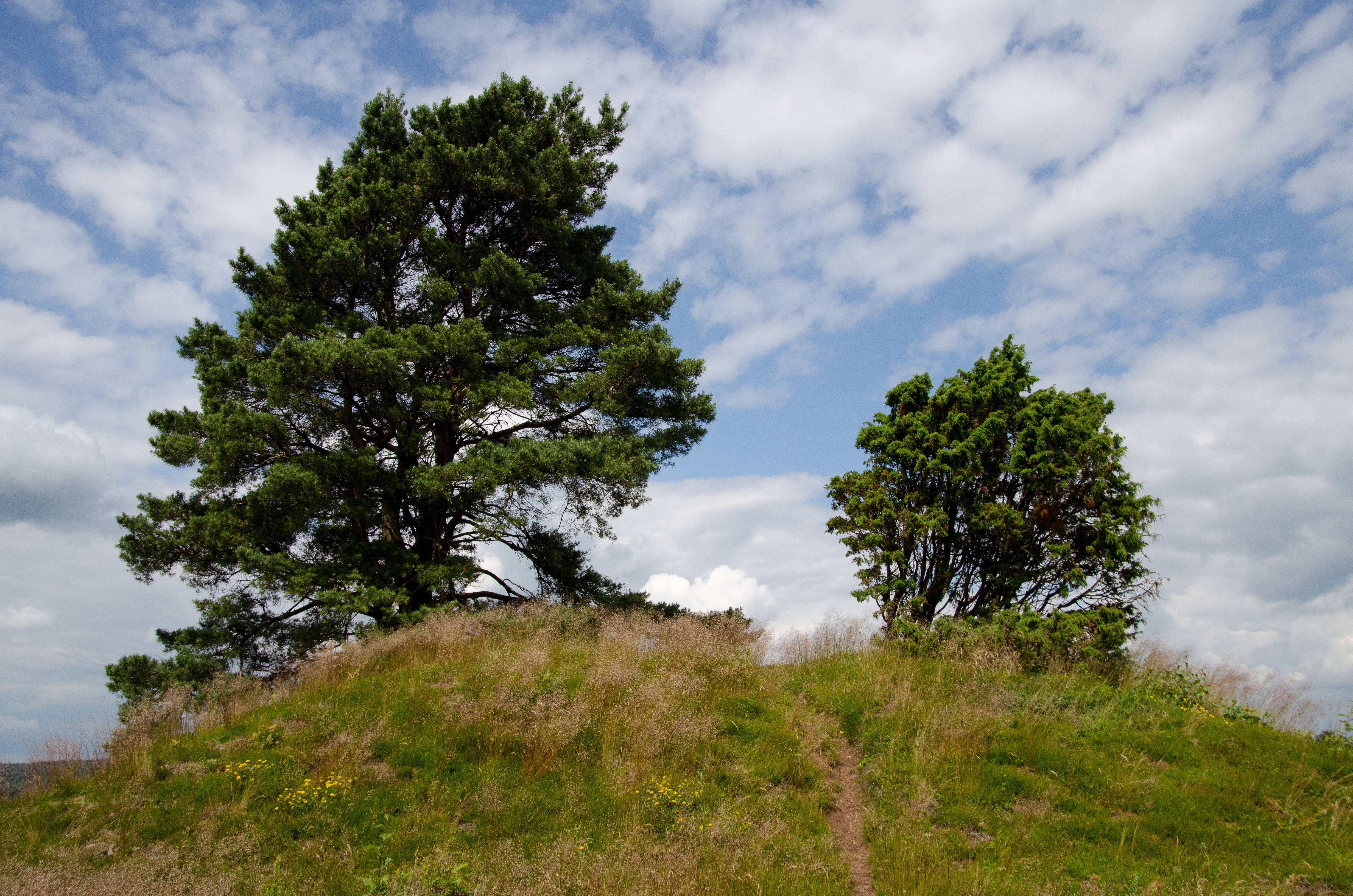
Grabhügel Store hög (Hol 12:1)

Das Gräberfeld von Hol im Sävedalen bei Vårgårda in Västra Götaland in Schweden liegt nördlich von Hol und stammt aus der Eisenzeit (500 v. Chr. bis 650 n. Chr.). Hol heißt auch eine Kommune im Fylke Buskerud in Norwegen.
Es besteht aus etwa 140 Relikten. Darunter sind ein Domarring (RAÄ-Nr. Hol 5:1) von etwa 15 m Durchmesser mit neun Steinen und einem etwa 2,0 m hohen Bautastein, ein zweiter Bautastein, sowie viele kleine und zwei größere Grabhügel auf einer Fläche von 7 bis 8 Hektar. Im Süden ist die Höhe durch Kiesabbau erodiert.
Auf dem Hügel „Hols gärde“ befindet sich eine Konzentration von 135 gewölbten und mit Ringgräben versehenen kleinen Grabhügeln. Mit Ausnahme des Storehög mit etwa 18,0 m Durchmesser und 2,5 m Höhe, der sich auf dem Kamm befindet, liegen die meisten im lichten Wald. 
Ein paar 100 Meter südlich befinden sich in und an der Kirche zwei Runensteine.

Gräberfeld von Hol
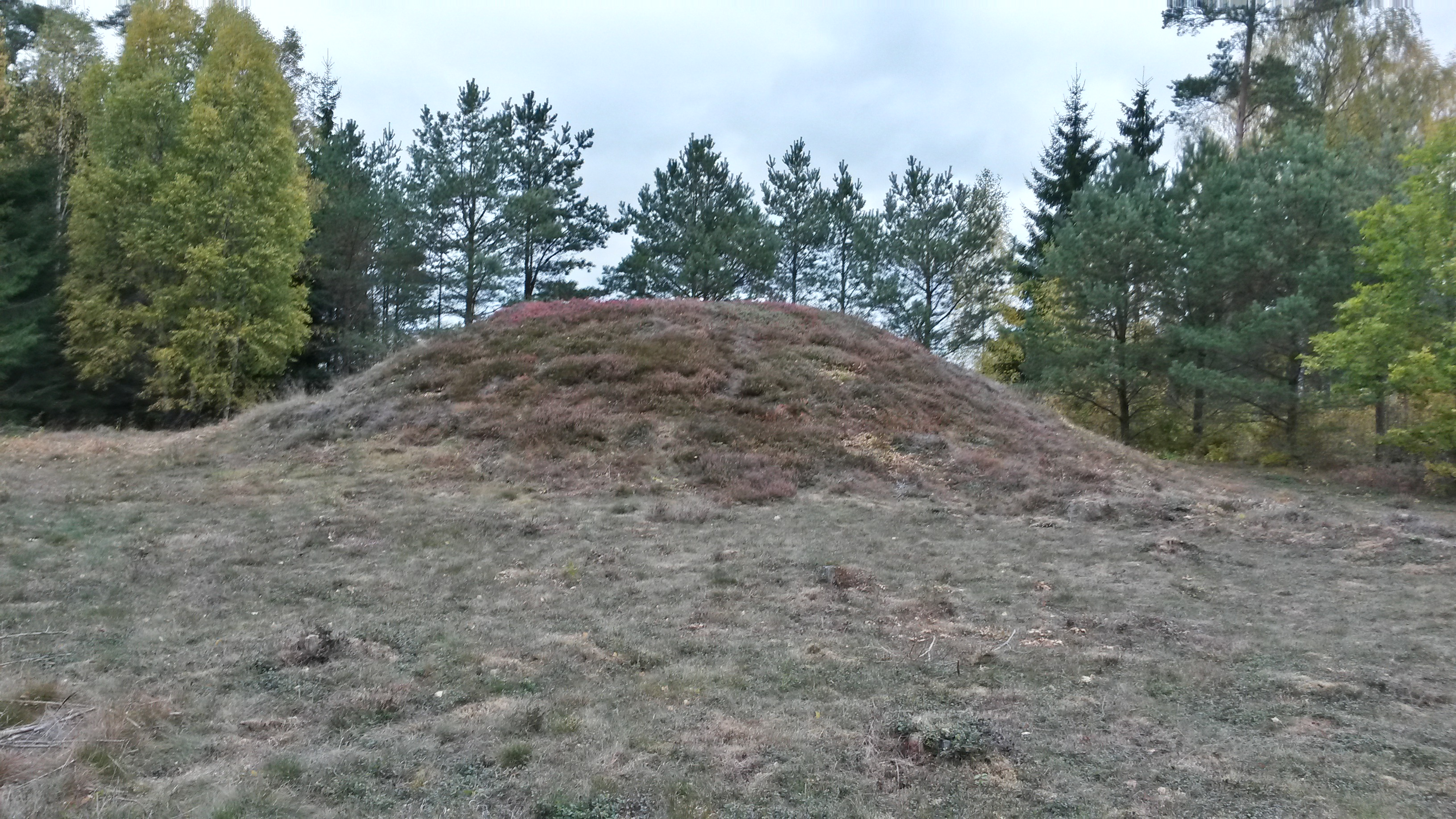
Grabhügel (Hol 10:2)
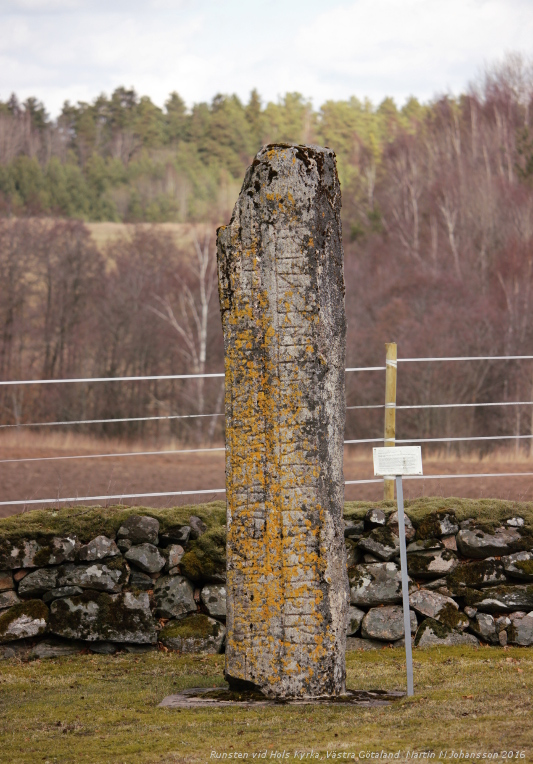
Runenstein von Hol an Hols Kirche
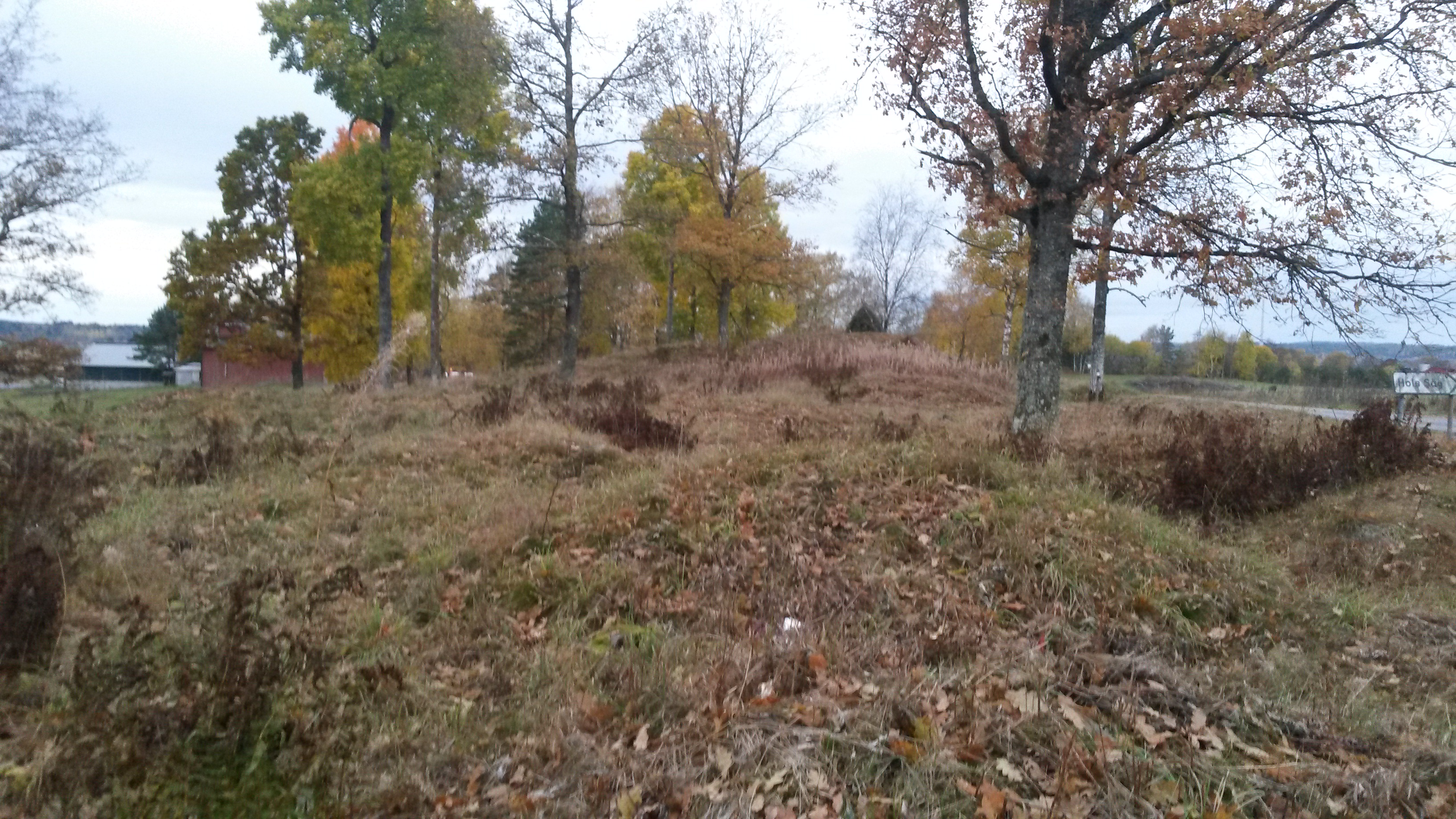
Gräberfeld von Hol (Hol 12:1)